# Allstimmigkeit
Allstimmigkeit ist bei Abstimmungen in Kollegialorganen die Zustimmung aller Mitglieder des Organs, so dass bei Beschlüssen nicht nur die Einstimmigkeit der Anwesenden, sondern auch die Zustimmung sämtlicher abwesenden Mitglieder notwendig ist.

## Allgemeines
Der sprachlich missverständliche Begriff der Allstimmigkeit soll einen Unterschied zur Einstimmigkeit herstellen, deren Erfordernis bereits erfüllt ist, wenn alle anwesenden Mitglieder zustimmen. Bei der Allstimmigkeit genügt die Zustimmung der Anwesenden nicht, sondern erforderlich ist die Zustimmung des gesamten Kollegialorgans. Das bedeutet, dass auch abwesende Mitglieder (etwa wegen Urlaubs oder Krankheit) zustimmen müssen, was im Regelfall nachgeholt werden kann. 

## Rechtsfragen
Die Begriffe „allstimmig“ und „einstimmig“ sind gesetzlich nicht definiert und werden häufig ungenau gebraucht. Allstimmigkeit setzt absolute Zustimmung aller Mitglieder eines Kollegialorgans voraus. Während die Einstimmigkeit von Gesetzen häufiger verlangt wird, ist die Allstimmigkeit lediglich im Wohnungseigentumsrecht vorgesehen. Eine einzige Stimmenthaltung bringt hier die Allstimmigkeit zum Scheitern.

## Eigentumswohnungen
Gemäß § 16 Abs. 3 WEG kann in der Wohnungseigentümerversammlung über Fragen der Änderung des Verteilerschlüssels der Betriebskosten und der Verwaltungskosten mit einfacher Mehrheit abgestimmt werden. Dagegen erfordern die „modernisierende Instandsetzung“ eine einfache Mehrheit (§ 22 Abs. 3 WEG), wohingegen die Modernisierung oder Anpassung an den Stand der Technik (§ 22 Abs. 2 WEG) eine Dreiviertelmehrheit erfordert. Allstimmigkeit ist für bauliche Veränderungen (§ 22 Abs. 1 WEG) nur dann erforderlich, wenn sämtliche Eigentümer von einer Baumaßnahme betroffen sind. Auch totale Vermietungs- oder Veräußerungsverbote bedürfen der Allstimmigkeit. Werden Beschlüsse nicht in der Wohnungseigentümerversammlung gefasst, sondern schriftlich im Wege des Umlaufverfahrens nach § 23 Abs. 3 WEG, ist stets Allstimmigkeit erforderlich. Das Umlaufverfahren ist eine Sonderform der Allstimmigkeit. Das Erfordernis der Allstimmigkeit eines Umlaufbeschlusses bezieht sich lediglich auf die Form des Zustandekommens dieses Beschlusses, nicht jedoch auf die mit ihm geregelte Angelegenheit.
Mit Vereinbarungen regeln die Eigentümer ihr Grundverhältnis. Als Vertrag mit Allstimmigkeit bedarf die Vereinbarung der Zustimmung sämtlicher im Wohnungsgrundbuch eingetragener Wohnungseigentümer. Vereinbarungen über das Verhältnis der Wohnungseigentümer untereinander können gemäß § 5 Abs. 4 WEG zum Inhalt des Sondereigentums gemacht werden.

## Sonstiges
Es liegt nahe, dass Allstimmigkeit prinzipiell lediglich in sehr kleinen Gruppen praktikabel ist und mit der Größe eines Kollektivs sehr schnell die Wahrscheinlichkeit wächst, dass keine Allstimmigkeit erreichbar ist. Darüber hinaus wird Allstimmigkeit umso schwerer zu erzielen sein, je größer für die einzelnen Mitglieder die Bedeutung der zu klärenden Frage ist.